# Liste der bolivianischen Leichtathletikrekorde
Die bolivianischen Leichtathletik-Landesrekorde sind die Bestleistungen von bolivianischen Athleten, welche bei Disziplinen der Leichtathletik aufgestellt wurden. In den hier aufgeführten Rekorden wurden zum einen keine Bestleistungen berücksichtigt, bei denen manuelle Zeitnahme verwendet wurde und zum anderen keine Bestleistungen, für die World Athletics keine offiziellen Freiluft-Rekorde führt.

## Olympische Disziplinen

### Freiluft-Rekorde, Männer
| Disziplin               | Rekord                                                                         | Athlet/Athleten                                                                                         | Datum      | Ort                    |
| ----------------------- | ------------------------------------------------------------------------------ | --- | ---------- | ---------------------- |
| 100 m                   | 10,36 s                                                                        | Bruno Rojas                                                                                             | 19.05.2012 | Sucre                  |
| 200 m                   | 20,63 s                                                                        | Bruno Rojas                                                                                             | 24.04.2016 | Cochabamba             |
| 400 m                   | 47,72 s                                                                        | Fadrique Ignacio Iglesias Mendizabal                                                                    | 03.06.2001 | Cochabamba             |
| 800 m                   | 1:48,16 min                                                                    | Fadrique Ignacio Iglesias Mendizabal                                                                    | 27.05.2006 | Ponce (Puerto Rico)    |
| 1500 m                  | 3:45,57 min                                                                    | Fadrique Ignacio Iglesias Mendizabal                                                                    | 09.06.2007 | São Paulo              |
| 5000 m                  | 14:06,73 min                                                                   | Johny José Pérez Muriel                                                                                 | 29.10.1984 | Santiago de Chile      |
| 10.000 m                | 29:05,75 min                                                                   | Johny José Pérez Muriel                                                                                 | 28.10.1984 | Santiago de Chile      |
| Marathon                | 2:17:49 h                                                                      | Rodrigo Camacho                                                                                         | 12.04.1984 | Westland (Niederlande) |
| 110 m Hürden            | 14,79 s                                                                        | Dan Vladimir Fernando Aponte Ugarte                                                                     | 04.06.1994 | Cochabamba             |
| 400 m Hürden            | 53,70 s                                                                        | Roberto Prado Guachalla                                                                                 | 16.10.1983 | La Paz                 |
| 3000 m Hindernis        | 8:58,6 min                                                                     | Johny José Pérez Muriel                                                                                 | 03.11.1979 | Bucaramanga            |
| Hochsprung              | 2,10 m                                                                         | Claudio Pinto Jimenez                                                                                   | 12.11.1984 | La Paz                 |
| Stabhochsprung          | 3,90 m                                                                         | Daniel Araujo                                                                                           | 24.08.1986 | Cochabamba             |
| Weitsprung              | 7,41 m                                                                         | Luis Ramiro Villaroel Lozada                                                                            | 24.05.1996 | Cochabamba             |
| Dreisprung              | 14,98 m                                                                        | David Soliz                                                                                             | 12.06.1988 | La Paz                 |
| Kugelstoßen             | 18,83 m                                                                        | Aldo Luis Gonzáles Barbery                                                                              | 04.05.2013 | Cochabamba             |
| Diskuswurf              | 52,11 m                                                                        | Jorge Donald Olmos Paz                                                                                  | 28.07.2011 | Barquisimeto           |
| Hammerwurf              | 50,88 m                                                                        | David Gonzalo Bustillo Villaroel                                                                        | 19.04.2005 | Cochabamba             |
| Speerwurf               | 55,20 m                                                                        | Raúl Uyeno Mendieta                                                                                     | 19.04.2005 | Chuquisaca             |
| Zehnkampf               | 6122                                                                           | Roberto Prado Guachalla                                                                                 | 13.12.1976 | La Paz                 |
| Zehnkampf               | 10,5 s 6,68 m 10,83 m 1,80 m 49,8 s / 20,2 s 32,73 m 2,62 m 42,21 m 4:41,4 min | |            |                        |
| 20-km-Gehen (Straße)    | 1:25:22 h                                                                      | Marco Antonio Rodriguez Pardo                                                                           | 27.11.2013 | Trujillo               |
| 50-km-Gehen (Straße)    | 4:11:22 h                                                                      | Ronald Rey Quispe Misme                                                                                 | 29.11.2013 | Trujillo               |
| 4-mal-100-Meter-Staffel | 40,80 s                                                                        | - Santiago Vidovic Falch - Leonardo Camargo Montaño - Javier Valenyuela Mendez - Andres Carranza Manzur | 23.11.2009 | Sucre                  |
| 4-mal-400-Meter-Staffel | 3:17,2 min                                                                     | - Edgar Aguayo - Ismael Antezana - José Torrico - Roberto Prado Guachalla                               | 22.10.1977 | La Paz                 |

### Freiluft-Rekorde, Frauen
| Disziplin               | Rekord                                                     | Athletin/Athletinnen | Datum      | Ort               |
| ----------------------- | ---------------------------------------------------------- | --- | ---------- | ----------------- |
| 100 m                   | 11,90 s                                                    | Leslie Fernanda Arnez Rivero                                                                                                | 27.05.2012 | Cochabamba        |
| 200 m                   | 24,33 s                                                    | Leslie Fernanda Arnez Rivero                                                                                                | 27.05.2012 | Cochabamba        |
| 400 m                   | 55,23 s                                                    | Daisy Cecilia Ugarte Coronel                                                                                                | 22.11.2009 | Sucre             |
| 800 m                   | 2:03,98 min                                                | Niusha Carmen Mancilla Heredia                                                                                              | 15.09.2001 | Ambato            |
| 1500 m                  | 4:16,64 min                                                | Niusha Carmen Mancilla Heredia                                                                                              | 07.06.2003 | Sevilla           |
| 5000 m                  | 16:14,03 min                                               | Niusha Carmen Mancilla Heredia                                                                                              | 29.04.2000 | Santiago de Chile |
| 10.000 m                | 34:47,44 min                                               | Sandra Cortez Tancara | 18.07.1992 | Sevilla           |
| Marathon                | 2:45:06 h                                                  | Sonia Calazaya Huanca | 04.11.2007 | Buenos Aires      |
| 100 m Hürden            | 15,26 s                                                    | Daisy Cecilia Ugarte Coronel                                                                                                | 09.07.2005 | La Paz            |
| 400 m Hürden            | 1:00,26 min                                                | Daisy Cecilia Ugarte Coronel                                                                                                | 23.07.2007 | Rio de Janeiro    |
| 3000 m Hindernis        | 10:40,7 min                                                | Niusha Carmen Mancilla Heredia                                                                                              | 14.09.2001 | Ambato            |
| Hochsprung              | 1,72 m                                                     | Claribel Salinas Vargas | 04.11.2000 | La Paz            |
| Stabhochsprung          | 2,55 m                                                     | María del Carmen Paredes Pedriel                                                                                            | 14.05.2006 | Cochabamba        |
| Weitsprung              | 6,03 m                                                     | Carla Lindy Cavero Garcia                                                                                                   | 30.05.2010 | Cochabamba        |
| Dreisprung              | 12,93 m                                                    | Daisy Cecilia Ugarte Coronel                                                                                                | 30.05.2004 | Cochabamba        |
| Kugelstoßen             | 14,71 m                                                    | Grace Marie Conlez Diaz | 26.11.2013 | Trujillo          |
| Diskuswurf              | 37,46 m                                                    | María Fernanda Tamas Cadario                                                                                                | 10.07.2004 | Cochabamba        |
| Hammerwurf              | 50,21 m                                                    | Natalia Cristina Valda Teran                                                                                                | 28.07.2002 | Sucre             |
| Speerwurf               | 42,13 m                                                    | Natalia Chavez Nieme | 04.05.2013 | Cochabamba        |
| Siebenkampf             | 4539                                                       | Daisy Cecilia Ugarte Coronel                                                                                                | 23.07.2005 | Cali              |
| Siebenkampf             | 15,84 s 1,52 m 8,74 m 25,86 s / 5,45 m 24,62 m 2:18,47 min | |            |                   |
| 20-km-Gehen (Straße)    | 1:32:06 h                                                  | Geovanna Irusta Pinto | 05.06.2004 | A Coruña          |
| 4-mal-100-Meter-Staffel | 46,94 s                                                    | - Carla Guisanni - Martha Novillo Gomez - Blanca Ibáñez Vaca - Isabel Alemán Soliz                                          |            | La Paz            |
| 4-mal-400-Meter-Staffel | 3:42,11 min                                                | - Marysabel Romero Lea Plaza - Leslie Fernanda Ugarte Rivero - Daisy Cecilia Ugarte Coronel - Alison Mariana Sanchez Delfin |            | Sucre             |

## Nichtolympische Disziplinen

### Freiluft-Rekorde, Männer
| Disziplin    | Rekord      | Athlet                | Datum      | Ort               |
| ------------ | ----------- | --------------------- | ---------- | ----------------- |
| 1000 m       | 2:29,4 min  | Evans Pinto           | 04.05.2003 | Santa Cruz        |
| 1 Meile      | 4:26,0 min  | Rolando Pillco        | 14.03.2004 | Cochabamba        |
| 3000 m       | 8:35,05 min | Cesar Fernández       | 28.04.2007 | Santiago de Chile |
| Halbmarathon | 1:05:10 h   | Marco Antonio Condori | 08.09.1995 | Buenos Aires      |

### Freiluft-Rekorde, Frauen
| Disziplin             | Rekord       | Athletin                       | Datum      | Ort               |
| --------------------- | ------------ | ------------------------------ | ---------- | ----------------- |
| 1 Meile               | 4:46,0 min   | Niusha Carmen Mancilla Heredia | 04.04.1999 | Aviles            |
| 2000 m                | 5:59,96 min  | Niusha Carmen Mancilla Heredia | 10.06.2004 | Rivas-Vaciamadrid |
| 3000 m                | 9:16,03 min  | Niusha Carmen Mancilla Heredia | 08.06.2002 | Sevilla           |
| Halbmarathon          | 1:16:37 h    | Josefina Nelbi Sanchez Garcia  | 30.08.2009 | Lima              |
| 10.000-m-Gehen (Bahn) | 45:59,95 min | Geovanna Irusta Pinto          | 20.05.2000 | Rio de Janeiro    |
| 20.000-m-Gehen (Bahn) | 1:37:32 h    | Geovanna Irusta Pinto          | 12.05.2002 | Guatemala-Stadt   |

Die Tabellen basieren auf einem Stand vom 22. Februar 2015.